# Elecciones estatales de San Luis Potosí de 2000
Las elecciones estatales de San Luis Potosí de 2000 se llevó a cabo el domingo 2 de julio de 2000, simultáneamente con las Elecciones presidenciales, y en ellas se renovarán los cargos de elección popular en el estado mexicano de San Luis Potosí:
- 58 municipios. Formados por un Presidente Municipal y regidores, electo para un período de tres años no reelegibles en ningún período inmediato.
- Diputados al Congreso del Estado. Electos por mayoría relativa de los Distritos Electorales y ninguna Representación Proporcional.

## Resultados electorales

### Ayuntamientos

#### Ayuntamiento de San Luis Potosí
- Marcelo de los Santos  Hecho

#### Ayuntamiento de Soledad de Graciano Sánchez
- Juan Gaitán Infante  Hecho

#### Ayuntamiento de Mexquitic de Carmona
- Javier Hernández Hernández Jr.  Hecho

#### Ayuntamiento de Ciudad Valles
- Juan José Ortiz Azuara  Hecho

#### Ayuntamiento de Matehuala
- Gregorio Antonino Maldonado  Hecho

#### Ayuntamiento de Villa Juárez
- Víctor Manuel García Almazán  Hecho

#### Ayuntamiento de Río Verde
- Elí Pérez Flores  Hecho

#### Ayuntamiento de Cerro de San Pedro
- María Rosaura Loredo Tenorio  Hecho

### Diputados federales
- Juan Manuel Carreras  Hecho
- Alejandro Zapata Perogordo  Hecho
- Manuel Medellín Milán  Hecho

### Senadores
- Jorge Lozano Armengol  Hecho